# حشره‌خوار سن کریستوبال
 حشره‌خوار سن کریستوبال (نام علمی: Sorex stizodon) نام یک گونه از سرده حشره‌خوارهای دم‌دراز است.